# 戴夫·坎贝尔
戴夫·坎贝尔（英語：Dave Campbell；1925年9月11日—2015年12月28日），生于温哥华，加拿大男子篮球运动员。他曾代表加拿大获得1948年夏季奥运会男子篮球比赛第九名。他也曾获得1947年加拿大全国锦标赛冠军。
1990至1996年間任卑詩省最高法院法官。